# Rogers Cup 2019
Rogers Cup 2019 là giải quần vợt trên sân cứng, diễn ra từ ngày 5 tháng 8 đến ngày 11 tháng 8 năm 2019 tại Canada. Giải là một trong những giải đấu chuẩn bị cho Mỹ Mở rộng cùng năm. Đây là lần thứ 130 (đối với nam) và lần thứ 118 (đối với nữ) giải đấu được tổ chức.

## Điểm và tiền thưởng

### Điểm từng vòng
| Nội dung | Vô địch | Á quân | Bán kết | Tứ kết | Vòng 3 | Vòng 2 | Vòng 1 | VL | VL2 | VL1 |
| Đơn nam  | 1000    | 600    | 360     | 180    | 90     | 45     | 10     | 25 | 16  | 0   |
| Đôi nam  | 1000    | 600    | 360     | 180    | 90     | 0      | –      | –  | –   | –   |
| Đơn nữ   | 900     | 585    | 350     | 190    | 105    | 60     | 1      | 30 | 20  | 1   |
| Đôi nữ   | 900     | 585    | 350     | 190    | 105    | 1      | –      | –  | –   | –   |

### Tiền thưởng
| Đơn vị tính: USD | Đơn vị tính: USD | Đơn vị tính: USD | Đơn vị tính: USD | Đơn vị tính: USD | Đơn vị tính: USD | Đơn vị tính: USD | Đơn vị tính: USD | Đơn vị tính: USD | Đơn vị tính: USD |
| ---------------- | ---------------- | ---------------- | ---------------- | ---------------- | ---------------- | ---------------- | ---------------- | ---------------- | ---------------- |
| Nội dung         | Vô địch          | Á quân           | Bán kết          | Tứ kết           | Vòng 3           | Vòng 2           | Vòng 1           | VL2              | VL1              |
| Đơn nam          | 1.049.040        | 531.010          | 272.365          | 140.385          | 70.325           | 36.830           | 20.755           | 7.945            | 3.970            |
| Đơn nữ           | 521.530          | 253.420          | 126.950          | 60.455           | 29.120           | 14.920           | 8.045            | 3.270            | 1.980            |
| Đôi nam          | 311.910          | 152.210          | 76.300           | 38.870           | 20.500           | 10.980           | –                | –                | –                |
| Đôi nữ           | 148.605          | 75.060           | 37.160           | 18.705           | 9.490            | 4.690            | –                | –                | –                |

## Các tay vợt tham dự giải ở nội dung đơn nam

### Các hạt giống của giải
Các tay vợt sau đây được xếp hạng hạt giống dựa trên Bảng xếp hạng ATP tính đến ngày 29 tháng 7 năm 2019. Thứ hạng và điểm trước đó được tính đến trước ngày 5 tháng 8 năm 2019.
| Hạt giống | Hạng | Tay vợt               | Điểm trước giải | Điểm bảo vệ | Điểm giành được | Điểm sau giải | Trạng thái                             |
| --------- | ---- | --------------------- | --------------- | ----------- | --------------- | ------------- | -------------------------------------- |
| 1         | 2    | Rafael Nadal          | 7945            | 1000        | 1000            | 7945          | Vô địch: Đánh bại [8] Daniil Medvedev  |
| 2         | 4    | Dominic Thiem         | 4755            | 10          | 180             | 4925          | Tứ kết: Thua [8] Daniil Medvedev       |
| 3         | 7    | Alexander Zverev      | 4005            | 180         | 180             | 4005          | Tứ kết: Thua [6] Karen Khachanov       |
| 4         | 5    | Stefanos Tsitsipas    | 4045            | 600         | 10              | 3455          | Vòng 2: Thua [Alt] Hubert Hurkacz      |
| 5         | 6    | Kei Nishikori         | 4040            | 10          | 10              | 4040          | Vòng 2: Thua Richard Gasquet           |
| 6         | 8    | Karen Khachanov       | 2890            | 360         | 360             | 2890          | Bán kết: Thua [8] Daniil Medvedev      |
| 7         | 11   | Fabio Fognini         | 2420            | 45          | 180             | 2555          | Tứ kết: Thua [1] Rafael Nadal          |
| 8         | 9    | Daniil Medvedev       | 2745            | 115         | 600             | 3230          | Á quân: Thua [1] Rafael Nadal          |
| 9         | 10   | Kevin Anderson        | 2500            | 360         | 0               | 2140          | Rút lui vì chấn thương đầu gối phải    |
| 10        | 13   | Roberto Bautista Agut | 2215            | 0           | 180             | 2395          | Tứ kết: Thua [16] Gaël Monfils         |
| 11        | 14   | Borna Ćorić           | 2195            | 45          | 45              | 2195          | Vòng 2: Thua Adrian Mannarino          |
| 12        | 15   | John Isner            | 2085            | 90          | 45              | 2040          | Vòng 2: Thua Cristian Garín            |
| 13        | 17   | Nikoloz Basilashvili  | 1975            | (45)†       | 90              | 2020          | Vòng 3: Thua [3] Alexander Zverev      |
| 14        | 16   | Marin Čilić           | 2030            | 180         | 90              | 1940          | Vòng 3: Thua [2] Dominic Thiem         |
| 15        | 18   | David Goffin          | 1770            | 10          | 10              | 1770          | Vòng 1: Thua Guido Pella               |
| 16        | 20   | Gaël Monfils          | 1770            | 0           | 360             | 2130          | Bán kết: Rút lui vì chấn thương mắt cá |
| 17        | 19   | Milos Raonic          | 1810            | 45          | 45              | 1810          | Vòng 2: Thua Félix Auger-Aliassime     |

† Tay vợt không vượt qua vòng loại giải đấu năm 2018. Do đó, điểm cho kết quả tốt thứ 18 được thay vào.

### Rút lui
Các tay vợt sau đây lẽ ra đã được xếp hạt giống, nhưng họ đã rút lui khỏi giải đấu.
| Hạng | Tay vợt               | Điểm trước giải | Điểm bảo vệ | Điểm sau giải | Lý do               |
| ---- | --------------------- | --------------- | ----------- | ------------- | ------------------- |
| 1    | Novak Djokovic        | 12.415          | 90          | 12.325        | Cần nghỉ ngơi       |
| 3    | Roger Federer         | 7.460           | 0           | 7.460         | Cần nghỉ ngơi       |
| 12   | Juan Martín del Potro | 2.230           | 0           | 2.230         | Chấn thương đầu gối |

### Các tay vợt còn lại
Các tay vợt nhận được suất đặc cách (wildcard):
- Peter Polansky
- Vasek Pospisil
- Brayden Schnur
- Jo-Wilfried Tsonga

Tay vợt tham dự giải nhờ suất "special exempt":
- Peter Gojowczyk

Các tay vợt tham dự giải sau khi vượt qua vòng loại:
- Dan Evans
- Ilya Ivashka
- Bradley Klahn
- Kwon Soon-woo
- Feliciano López
- Tommy Paul
- Bernard Tomic

Tay vợt tham dự giải do một tay vợt khác (Kevin Anderson) rút lui:
- Hubert Hurkacz

Tay vợt tham dự giải nhờ một suất "lucky loser":
- John Millman

### Bỏ cuộc
Trước khi giải diễn ra
- Kevin Anderson → được thay thế bởi  Hubert Hurkacz
- Matteo Berrettini → được thay thế bởi  John Millman
- Pablo Cuevas → được thay thế bởi  Grigor Dimitrov
- Juan Martín del Potro → được thay thế bởi  Jordan Thompson
- Novak Djokovic → được thay thế bởi  Mikhail Kukushkin
- Roger Federer → được thay thế bởi  Richard Gasquet
- Frances Tiafoe → được thay thế bởi  Cameron Norrie
- Fernando Verdasco → được thay thế bởi  Márton Fucsovics

## Các tay vợt tham dự giải ở nội dung đôi nam

### Các hạt giống
| Hạt giống | Hạng | Thành viên 1         | Thành viên 2           |
| --------- | ---- | -------------------- | ---------------------- |
| 1         | 2    | Juan Sebastián Cabal | Robert Farah           |
| 2         | 9    | Łukasz Kubot         | Marcelo Melo           |
| 3         | 25   | Mate Pavić           | Bruno Soares           |
| 4         | 27   | Nicolas Mahut        | Édouard Roger-Vasselin |
| 5         | 28   | Jean-Julien Rojer    | Horia Tecău            |
| 6         | 29   | Henri Kontinen       | John Peers             |
| 7         | 34   | Bob Bryan            | Mike Bryan             |
| 8         | 37   | Nikola Mektić        | Franko Škugor          |

### Các tay vợt khác
Các tay vợt nhận được suất đặc cách (wildcard):
- Félix Auger-Aliassime /   Vasek Pospisil
- Feliciano López /  Andy Murray
- Peter Polansky /  Brayden Schnur

## Các tay vợt tham dự giải ở nội dung đơn nữ

### Các tay vợt hạt giống
| Hạt giống | Hạng | Tay vợt              | Ghi chú |
| --------- | ---- | -------------------- | ------- |
| 1         | 1    | Ashleigh Barty       |         |
| 2         | 2    | Naomi Osaka          |         |
| 3         | 3    | Karolína Plíšková    |         |
| 4         | 4    | Simona Halep         |         |
| 5         | 5    | Kiki Bertens         |         |
| 6         | 7    | Elina Svitolina      |         |
| 7         | 8    | Sloane Stephens      |         |
| 8         | 9    | Serena Williams      | Á quân  |
| 9         | 10   | Aryna Sabalenka      |         |
| 10        | 11   | Anastasija Sevastova |         |
| 11        | 12   | Belinda Bencic       |         |
| 12        | 13   | Angelique Kerber     |         |
| 13        | 14   | Johanna Konta        |         |
| 14        | 17   | Madison Keys         |         |
| 15        | 18   | Caroline Wozniacki   |         |
| 16        | 19   | Anett Kontaveit      |         |

### Các tay vợt còn lại
Các tay vợt nhận được suất đặc cách (wildcard):
- Eugenie Bouchard
- Leylah Annie Fernandez
- Svetlana Kuznetsova
- Kristina Mladenovic
- Maria Sharapova

Các tay vợt tham dự giải sau khi vượt qua vòng loại:
- Ekaterina Alexandrova
- Marie Bouzková
- Jennifer Brady
- Francesca Di Lorenzo
- Misaki Doi
- Polona Hercog
- Tatjana Maria
- Anastasia Potapova
- Alison Riske
- Iga Świątek
- Ajla Tomljanović
- Wang Xiyu

Tay vợt tham dự giải do một tay vợt khác (Amanda Anisimova) rút lui:
- Anastasia Pavlyuchenkova

Tay vợt tham dự giải nhờ một suất "lucky loser":
- Zhang Shuai

### Các tay vợt rút lui (trước giải)
- Amanda Anisimova → replaced by  Anastasia Pavlyuchenkova
- Petra Kvitová → replaced by  Venus Williams
- Garbiñe Muguruza → replaced by  Zheng Saisai
- Lesia Tsurenko → replaced by  Zhang Shuai
- Wang Qiang → replaced by  Camila Giorgi
- Markéta Vondroušová → replaced by  Victoria Azarenka

### Các tay vợt bỏ cuộc giữa trận đấu
- Simona Halep
- Tatjana Maria
- Carla Suárez Navarro
- Ajla Tomljanović
- Serena Williams

## Các tay vợt tham dự giải ở nội dung đôi nữ

### Các tay vợt hạt giống
| Hạt giống | Hạng | Thành viên 1        | Thành viên 2       | Ghi chú |
| --------- | ---- | ------------------- | ------------------ | ------- |
| 1         | 20   | Barbora Krejčíková  | Kateřina Siniaková | Vô địch |
| 2         | 20   | Gabriela Dabrowski  | Xu Yifan           |         |
| 3         | 28   | Anna-Lena Grönefeld | Demi Schuurs       | Á quân  |
| 4         | 29   | Kirsten Flipkens    | Hsieh Su-wei       |         |
| 5         | 30   | Chan Hao-ching      | Latisha Chan       |         |
| 6         | 35   | Victoria Azarenka   | Ashleigh Barty     |         |
| 7         | 37   | Nicole Melichar     | Květa Peschke      |         |
| 8         | 49   | Lucie Hradecká      | Andreja Klepač     |         |

### Các tay vợt khác
Các đội nhận được suất đặc cách (wildcard):
- Françoise Abanda /   Carson Branstine
- Eugenie Bouchard /  Sharon Fichman
- Leylah Annie Fernandez /  Simona Halep

### Tay vợt bỏ cuộc giữa trận đấu
- Yang Zhaoxuan (viral illness)

## Các trận chung kết

### Đơn nam
- Rafael Nadal thắng  Daniil Medvedev, 6–3, 6–0

### Đơn nữ
- Bianca Andreescu thắng  Serena Williams, 3–1, bỏ cuộc

### Đôi nam
- Marcel Granollers /  Horacio Zeballos thắng  Robin Haase /  Wesley Koolhof, 7–5, 7–5

### Đôi nữ
- Barbora Krejčíková /  Kateřina Siniaková thắng  Anna-Lena Grönefeld /  Demi Schuurs, 7–5, 6–0